# 老桥湖
老桥湖是一个位于中国江西省都昌县的湖泊，面积约为2.2平方千米，平均水深约为2—3米。